# Mesa Geitonia
Mesa Geitonia (in greco Μέσα Γειτονιά?, traslitterato anche Mesa Jitonia) è un comune di Cipro nel distretto di Limassol di 14 477 abitanti (dati 2011).